# موتور ۲۲ خرداد
موتور ۲۲ خرداد یک منطقهٔ مسکونی در ایران است که در دهستان ارزوئیه واقع شده‌است. موتور ۲۲ خرداد ۱۰۸ نفر جمعیت دارد.